# Dan Cohen
Dan Cohen (25 ottobre 1989) è uno speedcuber statunitense.

## Record che rientrano nella top ten

### Singolo
- Cubo 4×4×4 36.46, primo al mondo
- Cubo 5×5×5 1:07.25, primo al mondo
- Pyraminx 3.90, decimo al mondo
- Square-1 13.03, quinto al mondo
- Cubo 6×6×6 2:18.81, secondo al mondo
- Cubo 7×7×7 3:49.28, terzo al mondo
- Rubik's Master Magic 2.34, ottavo al mondo

### Media di 5
- Cubo di Rubik 11.19, decimo al mondo
- Cubo 4×4×4 46.94, sesto al mondo
- Cubo 5×5×5 1:16.75, primo al mondo
- Square-1 16.28, terzo al mondo
- Cubo 6×6×6 2:32.00, primo al mondo
- Cubo 7×7×7 3:57.71, primo al mondo